# Helmut F. Erbersdobler
Helmut F. Erbersdobler (* 27. Dezember 1937 in Fürstenzell) ist ein deutscher Veterinärmediziner und Ernährungswissenschaftler. Er war von 1980 bis 2003 Professor für „Spezielle Humanernährung und Lebensmittelkunde“ und Direktor des Instituts für Humanernährung und Lebensmittelkunde der Christian-Albrechts-Universität zu Kiel.

## Leben
Erbersdobler studierte Veterinärmedizin an der Ludwig-Maximilians-Universität München und der Humboldt-Universität Berlin und promovierte 1963 in München. Anschließend arbeitete er am Institut für Physiologie, Physiologische Chemie und Ernährungsphysiologie der Ludwig-Maximilians-Universität. Im Dezember 1967 habilitierte er mit der Arbeit „Untersuchungen zur analytischen und physiologischen Charakterisierung der Aminosäurenschädigung bei Hitzebehandlung von Nahrungs- und Futtermitteln“. 1974 wurde er zum außerplanmäßigen Professor und schließlich zum Professor für Lebensmittelkunde an der Universität München berufen und war dann von 1980 bis zu seiner Emeritierung im Jahr 2003 Professor für Lebensmittelkunde und Spezielle Humanernährung an der Christian-Albrechts-Universität zu Kiel.
Gemeinsam mit Christian A. Barth war er Initiator und Herausgeber der Zeitschrift für Ernährungswissenschaften (jetzt European Journal of Nutrition). Erbersdobler war viele Jahre Präsident (jetzt Ehrenpräsident) der Deutschen Gesellschaft für Ernährung (DGE) und Herausgeber (jetzt Ehrenherausgeber) der Ernährungsumschau.

## Forschungsschwerpunkte
Erbersdobler beschäftigte sich in der Forschung primär mit Fragestellungen der Proteinbewertung und -qualität (Maillardreaktion), der gesundheitlichen Bewertung von Speisenölen (BMBF Napus-Projekt) sowie Unverträglichkeitsreaktionen gegenüber Getreideproteinen (Zöliakie).

## Auszeichnungen
Erbersdobler ist Träger des Bundesverdienstkreuzes 1. Klasse. 2003 erhielt er die Adolf-Juckenack-Medaille der Lebensmittelchemischen Gesellschaft (LGCh).

## Werke (Auswahl)

### Als Autor
- mit Gerald Rimbach, Jennifer Möhring: Lebensmittel-Warenkunde für Einsteiger. Springer, Heidelberg/Berlin 2010, ISBN 978-3-642-04485-4.
- mit Gerald Rimbach, Jennifer Nagursky: Lebensmittel-Warenkunde für EinsteigerSpringer Spektrum, Heidelberg/Berlin 2015, ISBN 978-3-662-46279-9.

### Herausgeber
- mit W.P. Hammes und K.D. Jany: Gentechnik und Ernährung. Wissenschaftliche Verlagsgesellschaft, Stuttgart, 1995, ISBN 3-8047-1384-X.
- Functional Foods – Lebensmittel mit Aussagen über gesundheitsfördernde Wirkungen. Diätverband, Bonn 1998.
- mit G. Wolffram: Echte und vermeintliche Risiken der Ernährung. Wissenschaftliche Verlagsgesellschaft, Stuttgart, 1999, ISBN 3-8047-1250-9.
- Adipositas – eine Herausforderung für's Leben?. Wiss. Verlags.-Gesellschaft, 2005, ISBN 978-3-8047-2240-8.
- mit A. H. Meyer: Praxishandbuch Functional Food: diätetische & angereicherte Lebensmittel. Behr, Hamburg 2008, ISBN 978-3-86022-555-4.